# John Giles
John Knight Giles (Elgin, 16 febbraio 1895 – Sierra Madre, 8 febbraio 1979) è stato un criminale statunitense.
Fu mandato ad Alcatraz nel 1945, per omicidio, ed un anno più tardi, il 31 luglio 1946, tentò una fuga dall'omonima prigione, tentando di raggiungere Angel Island. Fu catturato proprio ad Angel Island ed il tentativo di fuga fallì; per questo fu rimandato ad Alcatraz.